# Bistum Đà Lạt
Das Bistum Đà Lạt (lateinisch Dioecesis Dalatensis, vietnamesisch Giáo phận Đà Lạt) ist eine in Vietnam gelegene römisch-katholische Diözese mit Sitz in Đà Lạt.

## Geschichte

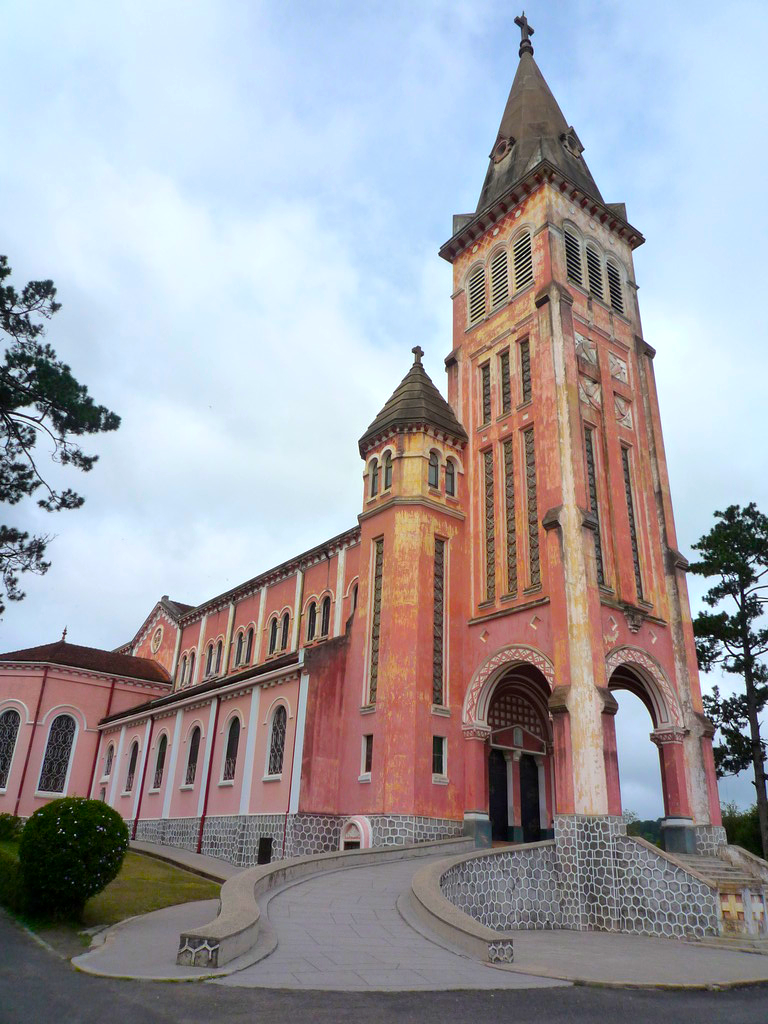
Kathedrale Heiliger Nikolaus von Bari in Đà Lạt

Das Bistum Đà Lạt wurde am 24. November 1960 durch Papst Johannes XXIII. mit der Apostolischen Konstitution Quod venerabiles aus Gebietsabtretungen des Erzbistums Saigon und des Apostolischen Vikariats Kontum errichtet und dem Erzbistum Saigon als Suffraganbistum unterstellt. Das Bistum Đà Lạt gab am 22. Juni 1967 Teile seines Territoriums zur Gründung des Bistums Ban Mê Thuột ab.

## Bischöfe von Đà Lạt
- Simon Hoa Nguyên-van Hien, 1960–1973
- Barthélémy Nguyễn Sơn Lâm PSS, 1975–1994, dann Bischof von Thanh Hóa
- Pierre Nguyễn Văn Nhơn, 1994–2010, dann Koadjutorerzbischof von Hanoi
- Antoine Vu Huy Chuong, 2011–2019
- Dominic Nguyễn Van Manh, seit 2019